# Copa Santiago de Futebol Juvenil de 2013
A Copa Santiago de Futebol Juvenil de 2013 foi a 25ª edição da competição que é disputada em Santiago no Rio Grande do Sul. Nesta edição a competição foi disputada por 12 equipes, de 5 países diferentes.
O Internacional venceu o Criciúma por 4 a 0 na partida final, tornando-se o Campeão da competição pela 12ª vez.

## Regulamento
A Copa Santiago foi realizada no período de 10 de janeiro a 26 de janeiro de 2013, com a participação de doze equipes convidadas.
A competição foi disputada pelas equipes participantes, em quatro fases distintas, assim denominadas: Classificatória, Quartas de Final, Semifinal, e Final. 

### Classificatória
A fase Classificatória é dividida em dois Grupos ("A" e "B"), de seis equipes em cada Grupo. Na fase classificatória as equipes jogam todos contra todos, com contagem de pontos corridos, dentro de seus respectivos grupos. Classificam-se para a fase de Quartas de Final as quatro equipes melhores colocadas, nos seus respectivos Grupos. Ocorrendo igualdade de pontos ganhos entre duas ou mais equipes, em seus respectivos grupos, para apuração da classificação, é adotado sucessivamente e pela ordem os seguintes critérios: 
1. Maior número de vitórias;
2. Melhor saldo de gols;
3. Maior número de gols conquistados;
4. Menor número de gols sofridos;
5. Vitória no confronto direto;
6. Menor número de cartões vermelhos recebidos;
7. Menor número de cartões amarelos recebidos;
8. Sorteio em dia, hora e local designado pela Organização.

### Quartas de Final
As Quartas de Final são disputadas pelas oito equipes classificadas na fase anterior, que disputam entre si uma só partida, conforme tabela de jogos definida da seguinte forma: 
| Jogo | Disputa                                                 |
| ---- | ------------------------------------------------------- |
| QF 1 | 2ª classificada do Grupo B X 3ª classificada do Grupo A |
| QF 2 | 2ª classificada do Grupo A X 3ª classificada do Grupo B |
| QF 3 | 1ª classificada do Grupo B X 4ª classificada do Grupo A |
| QF 4 | 1ª classificada do Grupo A X 4ª classificada do Grupo B |

Se o resultado for o de empate em qualquer uma das partidas desta fase, classificam-se para a próxima fase as vencedoras na cobrança de pênaltis.

### Semifinais
A fase Semifinal é disputada pelas quatro equipes classificadas na fase anterior, que disputam entre si uma só partida, conforme tabela de jogos definida da seguinte forma:
| Jogo | Disputa                       |
| ---- | ----------------------------- |
| SF 1 | Vencedor QF 3 x Vencedor QF 2 |
| SF 2 | Vencedor QF 4 x Vencedor QF 1 |

Se o resultado for o de empate em qualquer uma das partidas desta fase, classificam-se para a próxima fase as vencedoras na cobrança de pênaltis.

### Final
A Final é disputada pelas duas equipes classificadas na fase anterior, que disputam entre si uma só partida, conforme tabela definida da seguinte forma:
| Disputa                       |
| ----------------------------- |
| Vencedor SF 1 x Vencedor SF 2 |

A equipe vencedora é declarada Campeã da Copa Santiago de Futebol Juvenil e a perdedora a Vice-Campeã. Se o resultado for o de empate em qualquer uma das partidas desta fase, o campeão é conhecido através de cobrança de pênaltis.

## Equipes participantes
Estas são as 11 equipes que participam desta edição:
| Estado/País       | Equipe                       |
| ----------------- | ---------------------------- |
| Rio Grande do Sul | Futebol Cruzeiro de Santiago |
| Rio Grande do Sul | Grêmio                       |
| Rio Grande do Sul | Internacional                |
| Rio Grande do Sul | São José-RS                  |
| Santa Catarina    | Avaí                         |
| Santa Catarina    | Criciúma                     |
| São Paulo         | Palmeiras                    |
| São Paulo         | Santos                       |
| Chile             | Universidad de Chile         |
| Equador           | Independiente del Valle      |
| Paraguai          | Cerro Porteño                |
| Paraguai          | Guaraní                      |
| Uruguai           | Nacional                     |

## Classificatória

### Grupo A
| Pos | Time                         | Pts | J | V | E | D | GP | GS | SG  |
| --- | ---------------------------- | --- | - | - | - | - | -- | -- | --- |
| 1   | Internacional                | 11  | 5 | 3 | 2 | 0 | 12 | 5  | +7  |
| 2   | Grêmio                       | 10  | 5 | 3 | 1 | 1 | 14 | 6  | +8  |
| 3   | Avaí                         | 10  | 5 | 3 | 1 | 1 | 9  | 5  | +4  |
| 4   | Guaraní                      | 4   | 5 | 1 | 1 | 3 | 5  | 10 | -5  |
| 5   | Futebol Cruzeiro de Santiago | 4   | 5 | 1 | 1 | 3 | 4  | 17 | -13 |
| 6   | Cerro Porteño                | 3   | 5 | 1 | 0 | 4 | 10 | 11 | -1  |

### Grupo B
| Pos | Time                 | Pts | J | V | E | D | GP | GS | SG |
| --- | -------------------- | --- | - | - | - | - | -- | -- | -- |
| 1   | Criciúma             | 10  | 5 | 3 | 1 | 1 | 8  | 3  | +5 |
| 2   | São José-RS          | 10  | 5 | 3 | 1 | 1 | 6  | 2  | +4 |
| 3   | Palmeiras            | 10  | 5 | 3 | 1 | 1 | 6  | 4  | +2 |
| 4   | Santos               | 7   | 5 | 2 | 1 | 2 | 6  | 4  | +2 |
| 5   | Universidad de Chile | 4   | 5 | 1 | 1 | 3 | 4  | 9  | -5 |
| 6   | Miramar              | 1   | 5 | 0 | 1 | 4 | 2  | 10 | -8 |

## Fase final
|  | Quartas-de-final  | Quartas-de-final  | Quartas-de-final  |               |                   | Semifinais    | Semifinais | Semifinais |  |  | Final          | Final    | Final |
|  |                   |                   |                   |               |                   |               |            |            |  |  |                |          |       |
|  | Rio Grande do Sul | São José-RS       | 2                 |               |                   |               |            |            |  |  |                |          |       |
|  | Santa Catarina    | Avaí              | 1                 |               |                   |               |            |            |  |  |                |          |       |
|  | Santa Catarina    | Avaí              | 1                 |               | Rio Grande do Sul | Internacional | 5          |            |  |  |                |          |       |
|  |                   |                   |                   |               | Rio Grande do Sul | Internacional | 5          |            |  |  |                |          |       |
|  |                   | Rio Grande do Sul | São José-RS       | 1             |                   |               |            |            |  |  |                |          |       |
|  | Rio Grande do Sul | Rio Grande do Sul | São José-RS       | 1             | Internacional     | 6             |            |            |  |  |                |          |       |
|  | Rio Grande do Sul |                   |                   |               | Internacional     | 6             |            |            |  |  |                |          |       |
|  | São Paulo         | Santos            | 1                 |               |                   |               |            |            |  |  |                |          |       |
|  |                   |                   |                   |               |                   |               |            |            |  |  | Santa Catarina | Criciúma | 0     |
|  |                   |                   | Rio Grande do Sul | Internacional | 4                 |               |            |            |  |  |                |          |       |
|  | Santa Catarina    | Criciúma          | 2                 |               |                   |               |            |            |  |  |                |          |       |
|  | Paraguai          | Guaraní           | 0                 |               |                   |               |            |            |  |  |                |          |       |
|  | Paraguai          | Guaraní           | 0                 |               | Santa Catarina    | Criciúma      | 1          |            |  |  |                |          |       |
|  |                   |                   |                   |               | Santa Catarina    | Criciúma      | 1          |            |  |  |                |          |       |
|  |                   | Rio Grande do Sul | Grêmio            | 0             |                   |               |            |            |  |  |                |          |       |
|  | Rio Grande do Sul | Rio Grande do Sul | Grêmio            | 0             | Grêmio            | 2             |            |            |  |  |                |          |       |
|  | Rio Grande do Sul |                   |                   |               | Grêmio            | 2             |            |            |  |  |                |          |       |
|  | São Paulo         | Palmeiras         | 1                 |               |                   |               |            |            |  |  |                |          |       |

### Quartas de Final
| 22 de janeiro | São José-RS | 2 – 1 | Avaí | Estádio Alceu Carvalho, Santiago |
| 16h00         |             |       |      |                                  |

| 22 de janeiro | Grêmio | 2 – 1 | Palmeiras | Estádio Alceu Carvalho, Santiago |
| 18h00         |        |       |           |                                  |

| 22 de janeiro | Criciúma | 2 – 0 | Guaraní | Estádio Alceu Carvalho, Santiago |
| 20h00         |          |       |         |                                  |

| 22 de janeiro | Internacional | 6 – 1 | Santos | Estádio Alceu Carvalho, Santiago |
| 22h00         |               |       |        |                                  |

### Semifinais
| 24 de janeiro | Criciúma | 1 – 0 | Grêmio | Estádio Alceu Carvalho, Santiago |
| 19h00         |          |       |        |                                  |

| 24 de janeiro | Internacional | 5 – 1 | São José-RS | Estádio Alceu Carvalho, Santiago |
| 21h00         |               |       |             |                                  |

### Final
| 26 de janeiro | Criciúma | 0 – 4 | Internacional                                 | Estádio Alceu Carvalho, Santiago |
| 19h00         |          |       | Alex Santana · Andrigo · Bruno Baio · Eduardo |                                  |

## Premiações
| Copa Santiago de Futebol Juvenil de 2013 |
| Rio Grande do Sul                        |
| ---------------------------------------- |
| Internacional Campeão (12º título)       |

### Individuais
| Artilheiro:                  | Melhor jogador:              | Goleiro menos vazado: | Atleta revelação:     | Melhor treinador:      | Melhor preparador físico: |
| ---------------------------- | ---------------------------- | --------------------- | --------------------- | ---------------------- | ------------------------- |
| Alex Santana (Internacional) | Alex Santana (Internacional) | Lucas (Internacional) | Douglão (São José-RS) | Clemer (Internacional) | Alex Khun (Internacional) |

### Seleção da Copa
| Goleiro          | Defensores                                                                                     | Meias                                                                                     | Atacantes                                          |
| ---------------- | ---------------------------------------------------------------------------------------------- | ----------------------------------------------------------------------------------------- | -------------------------------------------------- |
| David (Criciúma) | Luís Fernando (Criciúma) Eduardo (Internacional) Marlon (São José-RS) Oliveira (Internacional) | José Augusto (Grêmio) Chapecó (Avaí) Alisson (Internacional) Alex Santana (Internacional) | Douglas (São José-RS) Borja Araújo (Cerro Porteño) |